# Saint-Vincent-des-Prés (Saône-et-Loire)
Saint-Vincent-des-Prés település Franciaországban, Saône-et-Loire megyében. Lakosainak száma 98 fő (2022. január 1.). Saint-Vincent-des-Prés Saint-André-le-Désert, Chiddes, Pressy-sous-Dondin és La Vineuse sur Fregande községekkel határos.

## Népesség
A település népessége az elmúlt években az alábbi módon változott:
| Lakosok száma | 114  | 112  | 113  | 109  | 106  | 104  | 102  | 100  | 98   |
|               | 2013 | 2015 | 2016 | 2017 | 2018 | 2019 | 2020 | 2021 | 2022 |